# 潘松
潘松（1975年11月3日—）来自辽宁省丹东市，是中國前男子柔道运动员。他曾代表国家参加2000年夏季奥运会、2004年夏季奥运会和2008年夏季奥运会，其中他在2000年奥运会当中获得第七名，2004年奥运会在第二轮被淘汰，2008年奥运会则在1/8决赛被淘汰。